# 山西行政长官列表
下表列出山西省自1911年起历任行政长官：

## 中華民國
山西省公署民政长
- 李盛铎(1912年3月15日-1912年3月24日)
- 周渤（1912年3月24日-1912年9月15日)
- 谷如墉(1912年9月15日-1912年12月30日)
- 張瑞璣(1912年12月30日-1913年1月23日)
- 趙淵(1913年1月23日-1913年6月24日)
- 陈钰(1913年6月24日-1914年5月26日)

山西省巡按使
- 金永(1914年5月26日-)

山西省都督
阎锡山(1912年3月15日-)
山西省省長
阎锡山(1917年-)
山西省政府主席
- 閻錫山（1928年3月9日 - 1929年8月10日）
- 商震（1929年8月10日 - 1931年10月3日）
- 徐永昌（1931年10月3日 - 1936年5月27日）
- 赵戴文（1936年5月27日 - 1943年12月17日）
- 梁敦厚（1945年8月15日 - 1949年4月24日，代理）

## 中华人民共和国

### 山西省省长
| 姓名   | 籍贯       | 在任时间                  | 曾任最高职务                                  | 备注                                                                                |
| ------ | ---------- | ------------------------- | --------------------------------------------- | ----------------------------------------------------------------------------------- |
| 程子华 | 山西运城   | 1949年8月－1951年2月      | 中顾委常委 全国政协副主席                     | 省人民政府主席，1950年9月以后由裴丽生代理 1991年3月30日在北京逝世                   |
| 赖若愚 | 山西五台   | 1951年2月－1952年5月      | 中共山西省委书记 中华全国总工会秘书长         | 省人民政府主席 1976年5月3日在北京逝世                                               |
| 裴丽生 | 山西垣曲   | 1952年5月－1956年4月      | 全国政协常委                                  | 1955年2月以前称省人民政府主席 2000年3月18日在北京逝世                               |
| 王世英 | 山西洪洞   | 1956年4月－1958年11月     | 全国政协常委                                  | 1968年3月26日在北京逝世                                                             |
| 卫 恒  | 山西陵川   | 1958年11月－1965年12月    | 中共中央华北局书记处书记                      | 1967年1月30日在太原逝世                                                             |
| 王 谦  | 山西平定   | 1954年12月－1967年1月     | 中顾委委员                                    | 2007年7月9日在北京逝世                                                              |
| 刘格平 | 河北孟村   | 1967年1月－1971年4月      | 全国人大常委 北京军区政委                     | 革委会主任 1992年3月11日在北京逝世                                                  |
| 谢振华 | 江西崇义   | 1971年4月－1975年5月      | 中顾委委员 昆明军区政委                       | 革委会主任 2011年8月3日在北京逝世                                                   |
| 王 谦  | 山西平定   | 1975年5月－1979年12月     | 中顾委委员                                    | 革委会主任 2007年7月9日在北京逝世                                                   |
| 罗贵波 | 江西南康   | 1979年12月－1983年4月     | 中顾委委员                                    | 1995年11月2日在北京逝世                                                             |
| 王森浩 | 浙江慈溪   | 1983年4月－1992年8月      | 全国政协常委 煤炭工业部部长                   | 2022年4月10日在北京逝世                                                             |
| 胡富国 | 山西长子   | 1992年8月－1993年9月      | 全国政协常委 中共山西省委书记                 |                                                                                     |
| 孙文盛 | 山东威海   | 1993年9月－1999年7月      | 全国人大常委 国土资源部部长                   |                                                                                     |
| 刘振华 | 山东莱芜   | 1999年7月－2004年1月      | 全国人大内务司法委员会副主任委员              |                                                                                     |
| 张宝顺 | 河北秦皇岛 | 2004年1月－2005年7月      | 中共山西省委书记 中共安徽省委书记             |                                                                                     |
| 于幼军 | 江苏丰县   | 2005年7月－2007年8月      | 文化部黨組書記、副部长                        | 2008年10月12日被撤销中共中央委员职务                                                |
| 孟学农 | 山东蓬莱   | 2007年8月－2008年9月      | 中共中央直屬機關工作委員會副书记              | 因襄汾尾矿库溃坝事故引咎辞职 曾于2003年4月北京市市长任内 因处理SARS事件不利引咎辞职 |
| 王 君  | 山西大同   | 2008年9月－2012年12月     | 中共内蒙古自治区党委书记 自治区人大常委会主任 |                                                                                     |
| 李小鵬 | 四川成都   | 2013年1月－2016年8月      | 现任全国政协经济委员会副主任                  | 曾任交通运输部部长                                                                  |
| 樓陽生 | 浙江浦江   | 2016年8月－2019年12月     | 现任全国人大教科文卫委员会副主任              | 曾任中共山西省委书记，中共河南省委书记                                              |
| 林武   | 福建闽侯   | 2019年12月－2021年6月     | 现任中共山东省委书记，省人大常委会主任        | 曾任中共山西省委书记                                                                |
| 蓝佛安 | 广东惠东   | 2021年6月－2022年12月     | 现任财政部部长                                | 曾任中共海南省委常委，省纪委书记                                                    |
| 金湘军 | 湖南江华   | 2022年12月－2025年4月23日 | 山西省省长                                    | 2025年4月被查                                                                       |
| 卢东亮 | 辽宁康平   | 2025年6月3日－            | 现任山西省省长                                | 曾任中共山西省委常委、常务副省长、大同市委书记                                      |